# Saison 1991-1992 du Sporting Club de Bastia
Maillots
Chronologie
Saison précédente Saison suivante

## Coupe de France 1991-1992
Lors du premier tour, Bastia bat un club de Division d'honneur (1-0). Lors du second tour, il bat le Toulouse FC (2-0). Ensuite, il élimine l'OGC Nice (1-0), puis l'AS Nancy-Lorraine. Bastia se retrouve en demi-finale de la coupe contre l'Olympique de Marseille, triple champion de France en titre, et finaliste de la coupe d'Europe des clubs champions 1990-1991. Lors du tirage au sort, Bastia est désigné comme équipe recevant. Le match devait donc se dérouler au stade Armand-Cesari. La joie fut telle que les bastiais construisirent à la hâte une tribune provisoire de 10 000 pour recevoir les supporters pour le match. Mais à quelques minutes du coup d'envoi, la tribune s'est effondrée laissant derrière elle un bien triste bilan avec 18 morts et plus de 2500 blessés.